# Engage! Classic Remixes, Vol. 2
Engage! Classic Remixes, Vol. 2 è il sesto album di raccolta del gruppo musicale statunitense Information Society, pubblicato il 28 gennaio 2014.

## Tracce
1. Peace & Love, Inc. (Passion Mix)
2. Going, Going, Gone (Mindwarp Mix)
3. Baby Just Wants (Junior Kain Electricity Mix)
4. Hack 1 (Propellerheads Remix)
5. What's on Your Mind (Pure Energy) (Sugarpussy Remix)
6. Make It Funkier
7. Think (Phone Phreak Mix)
8. Funky At 45
9. Running (Wally Lopez Weekend Remix)
10. Back In The Day (Junion Kain & Arvy Remix)